# Kuopion Palloseura
Kuopion Palloseura  este un club de fotbal din Kuopio, Finlanda. Echipa susține meciurile de acasă pe Magnum Areena cu o capacitate de 800 de locuri.